# Dan Mathunjawa
Dan Mathunjawa (ur. 1 czerwca 1970) – suazyjski bokser.

## Kariera
Reprezentował Eswatini na Letnich Igrzyskach Olimpijskich 1996. Wziął udział w mistrzostwach wspólnoty narodów, które odbyły się w Mmabatho w Republice Południowej Afryki. W pierwszej rundzie pokonał Josepha Ndinewetango, a w drugiej przegrał z Robertem Marinovicem.